# Adolf Steinhausen
Friedrich Adolf Steinhausen (* 13. Juli 1859 in Potsdam; † 23. Juli 1910 in Boppard) war ein deutscher Arzt und Geiger, der sich eingehend mit den körperlichen Bedingungen des Musizierens befasste.

## Leben
Steinhausen war ein Sohn des ehemaligen Stabsarztes und Medizinalrates Adolf Steinhausen. Er studierte ab 23. Oktober 1877 bis 1. Oktober 1881 am Medicinisch-chirurgischen Friedrich-Wilhelms-Institut in Berlin Medizin. 1877 schloss er sich dem Pépinière-Corps Franconia an. Am 1. August 1881 wurde er an der Friedrich-Wilhelms-Universität zu Berlin zum Dr. med. promoviert.

### Preußische Armee
Am 1. April 1878 trat er als Einjährig-Freiwilliger in das Garde-Füsilier-Regiment ein und wurde am 1. Oktober 1878 zur Reserve beurlaubt. Er kam als Unterarzt (Beförderung 1. Oktober 1881) in das Infanterie-Regiment 130 nach Trier. Von 1883 bis 1887 war er als Assistenzarzt (Beförderung 24. Juli 1883) beim Kürassier-Regiment 8 und dann bis 1889 im Festungsgefängnis Köln. Zum Stabsarzt befördert war er anschließend bis 1892 beim Infanterie-Regiment 99 (Pfalzburg), dann beim Füsilier-Regiment 36 bis 1896 in Naumburg und später bis 1898 in Halle. Vom 30. April 1898 bis 15. November 1904 war er als Oberstarzt Regimentsarzt des Füsilier-Regiments 73 (Hannover). Anschließend ging er zum Generaloberarzt befördert als Divisionsarzt zur 36. Division nach Danzig. Von hier ging er 1907 nach Metz zur 34. Division. In dieser Position wurde er am 10. September 1908 zum Generalarzt befördert. Am 19. November 1908 wurde er Korpsarzt des XVI. Armee-Korps ernannt. Er starb kurz nach seinem 51. Geburtstag.

### Musikermedizin
Von Haus aus Geiger, befasste er sich schon früh mit der Musikermedizin. Er und suchte nach neuartigen, wissenschaftlich fundierten Formen bei der optimalen Bewältigung dieses Instruments. Seine noch heute bedeutsamen Arbeiten über die Klaviertechnik entstanden in Zusammenarbeit mit der Pianistin Tony Bandmann (1848–1907) und richteten sich gegen die veralteten Vorstellungen, diese als reine „Fingertechnik“ zu betrachten. Steinhausens komplexere, körperbezogene Sichtweise fand zahlreiche Unterstützer, darunter den Biophysiker Otto Fischer sowie die Klavierpädagogen Ludwig Deppe, dessen Schülerin Elisabeth Caland und Rudolf Maria Breithaupt, auch wenn diese nicht immer alle Auffassungen Steinhausens teilten.

## Werke
- Studien über Schultergelenkbewegungen. Archiv für Anatomie und Physiologie 1899.
- Die Physiologie der Bogenführung auf den Streich-Instrumenten, Leipzig 1903; 4. Aufl. (1920), hrsg. von Arnold Schering.
- Die Gesetze der Bogenführung auf den Streichinstrumenten. Die Musik, Jg. 3.4 (Band 12), Erstes Septemberheft 1903, S. 350–354 (Digitalisat)
- Die physiologischen Grundlagen der musikinstrumentalen Technik. Die Musik, 1904
- Die physiologischen Fehler und die Umgestaltung der Klaviertechnik, Leipzig: Breitkopf & Härtel, 1905 – 2. Aufl. hrsg. von Ludwig Riemann, 1913 (Digitalisat)
- Ueber Zitterbewegungen in der instrumentalen Technik. Der Klavier-Lehrer, Jg. 28, Nr. 11 vom 1. Juni 1905, S. 167–169 (Digitalisat)
- Einführung, in: Tony Bandmann, Die Gewichtstechnik des Klavierspiels, Leipzig: Breitkopf & Härtel, 1907, S. 1–10 (Digitalisat)
- Nervensystem und Insolation, Entwurf einer klinischen Pathologie der kalorischen Erkrankungen. Hirschwald, Berlin 1910.